# ヤグラタケ
ヤグラタケ（櫓茸、学名: Asterophora lycoperdoides）は、シメジ科ヤグラタケ属に属するキノコの一種。他のキノコの上に生える、小型の白いキノコである。北半球一帯に広く分布し、日本でも普通にみられる。世代により異なる2つの学名を持ち、属名はそれぞれギリシャ語の「夜」「星を載せた」に、種小名はかさの肉が粉塊状に変化する姿が、ホコリタケ属（Lycoperdon）を思わせる点に由来する。和名は、このキノコがベニタケ科の老菌の上に発生し、やぐら（櫓）の上に発生する姿に見えることから名付けられている。不食。

## 分布と生態
北半球一帯に広く分布する。
菌寄生菌。夏から初秋にかけて、クロハツやクロハツモドキ、ツチカブリなどの、ベニタケ科に属する他のキノコの子実体上に群生する。特異な生態を示すために、非常に珍しいものであるかのような印象をもたらすが、日本国内でも各地に産する。
キノコは植物のように自ら栄養源を生産できないため、菌根菌キノコの場合は生きている樹木、腐生菌キノコでは落ち葉や枯れ木、糞など、あるいは冬虫夏草では昆虫に寄生して菌糸を伸ばし、栄養を摂取して生きている。ところがヤグラタケでは、同じ老菌となったベニタケ科のキノコに寄生するというところに大きな特徴がある。
実験的には、ベニタケ科以外のきのこであっても、人工的に本種の胞子を接種することによってヤグラタケの子実体を形成させることができるという。

## 形態
子実体は傘と柄からなるハラタケ型。傘の径は0.5- 3センチメートル (cm) 、全体の高さは1 - 3.5 cm程度の比較的小さなキノコである。傘は若いときは半球形だが、やがてまんじゅう形から丸山形になる。傘の表面は平滑で粘性を欠き、灰白色ないしほとんど白色であるが、成菌になると傘の表皮が破れて淡黄褐色の粉状に変化する。肉は薄く、初めは肉質でほぼ白色を呈するが、古くなると黄褐色に変わるとともに、崩れやすい粉塊状になる。ヒダは柄に対して直生ないし上生し、疎で厚く幅広く、灰白色からクリーム色である。
柄はほぼ上下同大（発生地が落ち葉などで厚く覆われている場合は、しばしば柄の基部が細まる）で長さ1 - 6 cm、太さ1 - 5ミリメートル (mm) 程度、表面は平滑でほとんど白色を呈し、中実または中空である。
ヒダに形成される担子胞子は楕円形ないし卵形で、無色かつ平滑である。傘の表面に粉状の塊となって形成される厚壁胞子は、粗大なこぶ状突起を備えて「こんぺいとう」状を呈し、淡い黄褐色である。ヒダにおける担子胞子の形成はしばしば痕跡的で、担子柄すら形成されないこともある。菌糸にはかすがい連結を備えている。

## 学名と分類学上の位置
日本では Asterophora Lycoperdoides の学名が広く用いられているが、この名は、厳密には無性世代（すなわち、かさの肉が粉状の厚壁胞子塊に変化した子実体）に当てられたものである。厚壁胞子を形成することなく、ひだに担子胞子を作った状態のヤグラタケに対しては、有性世代を指す Nyctalis lycoperdoides を当てるのが正確である。しかし、実際に野外で採集されるヤグラタケの子実体では、ほぼすべてが厚壁胞子を形成するのに対して、担子胞子はほとんど形成されずに終わることが多い（まれに、一個の子実体において、かさの表面に厚壁胞子が形成され、同時にひだには担子胞子が作られていることもあるが）。すなわち、自然状態では、無性世代のヤグラタケのほうがはるかに普通に見出されるために、後者にあてられた A. lycoperdoides の学名の方が普遍的に使用されているのである。
Nyctalis はギリシア語起源で「夜」の意であり、Asterophora は「星を載せた」の意味を持つ。腐敗しかけて黒っぽく変色した宿主の子実体上に、白っぽいかさを持ったヤグラタケが点々と発生した状態を、「夜空」あるいは「星空」になぞらえたものと思われる。また lycoperdoides は「ホコリタケ属 Lycoperdon に似た」の意で、ヤグラタケのかさが、次第に粉状の厚壁胞子の塊に変化する性質に由来するものである。
かつてはキシメジ科に置かれていたが、DNAの塩基配列に基づく系統解析の結果から、シメジ科に移された。

## 利用
あまりに小形・肉薄であり、腐敗しかけたベニタケ科のきのこの上に発生するため、無毒ではあるが食用にはされない。ただし、ニセクロハツなど猛毒菌に寄生することもあるため食すのは危険であると考えられるが、寄生した種によってヤグラタケが毒化するかどうかは不明である。

## 類似種
本種と同様にベニタケ科のキノコの上に発生するものに、ナガエノヤグラタケ（A. parasitica）があるが、ヤグラタケに比べて発生はまれである。ナガエノヤグラタケでは、傘の表面は放射状に走る銀白色の繊維紋におおわれており、厚壁胞子がひだに形成され、紡錘形から三日月状で表面が平滑であること、柄が極端に細長いことなどによって、容易に区別される。